# Gurza
Gurza (en serbe cyrillique : Гурза; en albanais: Guri i Zi) est un village du sud du Monténégro, dans la municipalité de Bar. Ce village ne compte plus d'habitant d'après le dernier recensement de 2003.

## Démographie

### Évolution historique de la population
| 1948 | 1953 | 1961 | 1971 | 1981 | 1991 | 2003 | 2018 |
| ---- | ---- | ---- | ---- | ---- | ---- | ---- | ---- |
| 74   | 87   | 47   | 39   | 26   | 9    | 0    | -40  |